# Phyllopodopsyllus crenulatus
Phyllopodopsyllus crenulatus is een eenoogkreeftjessoort uit de familie van de Tetragonicepsidae. De wetenschappelijke naam van de soort is voor het eerst geldig gepubliceerd in 1987 door Wells & Rao.